# Entenschnabel (Glienicke)

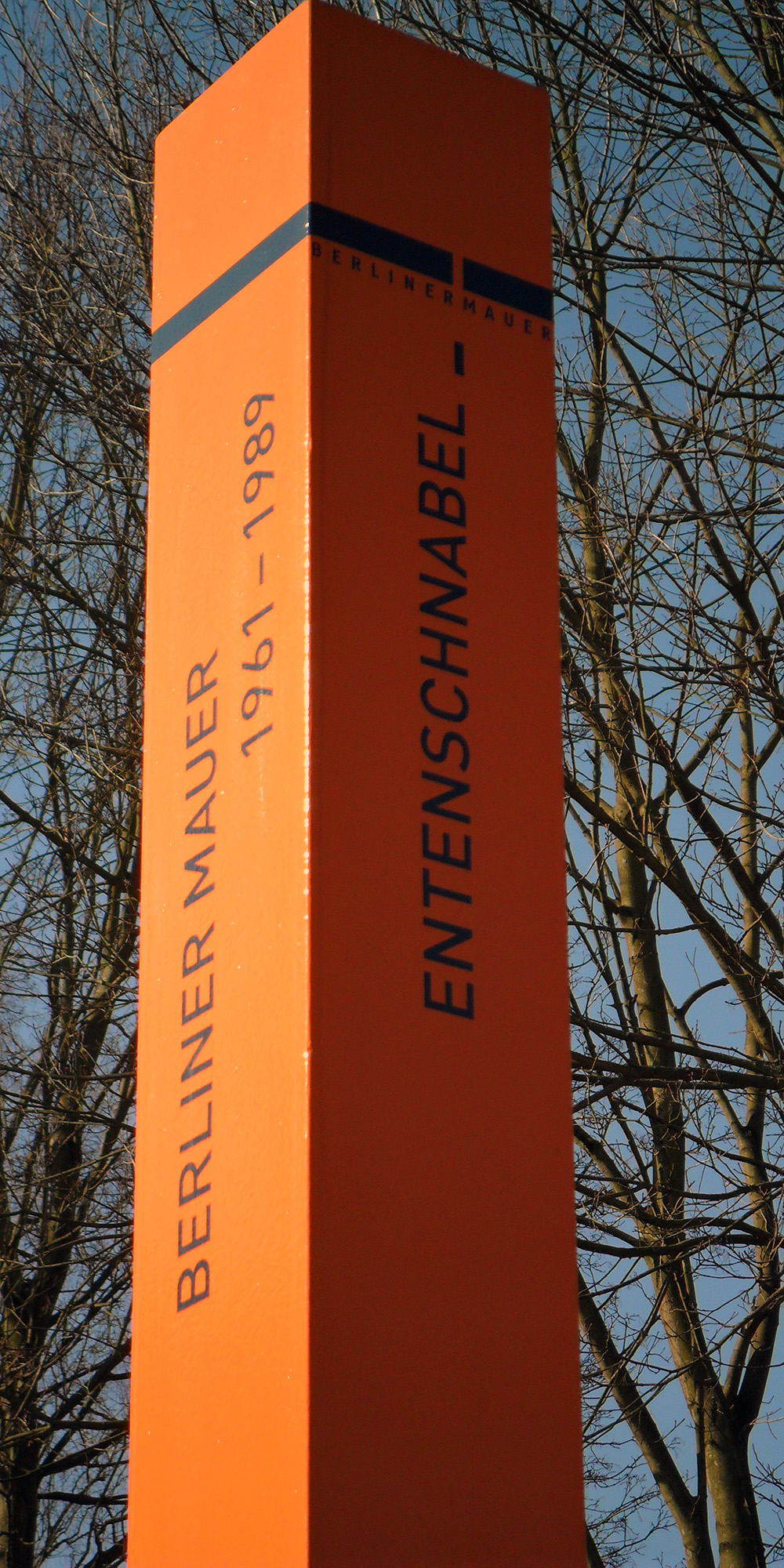
Entenschnabel, Erinnerungsstele in Glienicke/Nordbahn, 2011

Der Entenschnabel ist ein Geländeareal der brandenburgischen Gemeinde Glienicke/Nordbahn, das westlich der Oranienburger Chaussee rund 570 Meter nach Berlin hineinragt. In der Bauplanung der Gemeinde Glienicke ist das Gebiet offiziell als „Sandkrug“ bezeichnet.

## Lage und Form
Zwischen 1952 und 1989 besaß der Grenzverlauf zwischen dem Berliner Bezirk Reinickendorf und Brandenburg (damals: DDR-Bezirk Potsdam) einen komplizierten Verlauf der Stadt- und Landesgrenze zwischen der DDR und dem damals West-Berliner Bezirk Reinickendorf. Ab 1961 wurde mit dem Mauerbau die Situation bizarr. Der Name „Entenschnabel“ für diesen Gebietszipfel nach der Form der Grenzlinie auf einer geografischen Karte wie ein Entenkopf mit Schnabel entstammt (wohl vorrangig) dieser Zeit. Dieses Gebiet der Gemeinde Glienicke/Nordbahn wurde in den 1930er Jahren geplant und erhielt den Namen Sandkrug.
Zur Gemeinde Glienicke/Nordbahn gehört die Straße Am Sandkrug. Die zu ihr adressierten Grundstücke reichen jeweils an die Berliner Stadtgrenze: 1–23 nach Norden bis Frohnau und 27–42 nach Süden an Hermsdorf. Zudem gehören die Grundstücke 43–46 (ab Falkenweg an der Südseite: Am Sandkrug) und 41, 43 (als Oranienburger Chaussee), sowie jene am Falkenweg dazu. Die Breite dieser Geländeeinziehung liegt auf halber Länge bei 120 Metern. Das Ende des „Glienicker Sporns“ bilden Am Sandkrug 24 und 25 mit gesamt 50 Meter Breite. Die Oranienburger Chaussee setzt die Hermsdorfer Berliner Straße fort. Die Provinzialstraße führte am Fuß einer eiszeitlichen Binnendüne durch den Forst, der nördlich vom Flachgelände des Entenschnabels und von Hermsdorf zum Ostrand des Frohnauer Siedlungsgebiets wurde. Eine Unterbrechung der beiden Höhenzüge nutzt der Fürstendamm zwischen der Höhe am Entenschnabel und der folgenden Zerndorfer Höhe.
Die Stichstraße Am Sandkrug der brandenburgischen Gemeinde im Landkreis Oberhavel erschließt den schmalen, nach Westen in das Berliner Gebiet hineinragenden und in der Breite abnehmenden Streifen. Er wird durch die zum Berliner Ortsteil Frohnau gehörenden Straßen Am Rosenanger und Am Pfingstberg sowie Burgfrauenstraße in Hermsdorf umgeben.
Nach der Teilung Berlins in die alliierten Sektoren kam das umliegende Gebiet zu West-Berlin (Frohnau im Norden bis zur Westspitze des Entenschnabels, Hermsdorf im Süden), und die Grundstücke zu beiden Seiten der Straße Am Sandkrug wurden durch den Mauerbau auf drei Seiten endgültig vom Berliner Areal abgetrennt. Bemerkenswert war die Lage im Verhältnis zur Frohnauer Straße – Am Rosenanger. Da diese Wohnhäuser höher lagen, konnten zu Zeiten der Teilung deren Bewohner über die Mauer hinweg auf die zur DDR gehörenden Grundstücke in der Straße Am Sandkrug herabblicken. Der Anstieg nach Norden zwischen Am Sandkrug / Silvesterweg (43 m ü. NHN) zu Am Rosenanger / Straße 114a (52 m) und danach auf die Höhe der Binnendüne (67 m – hinter Haus 75b) beträgt 25 m.

## Straßen

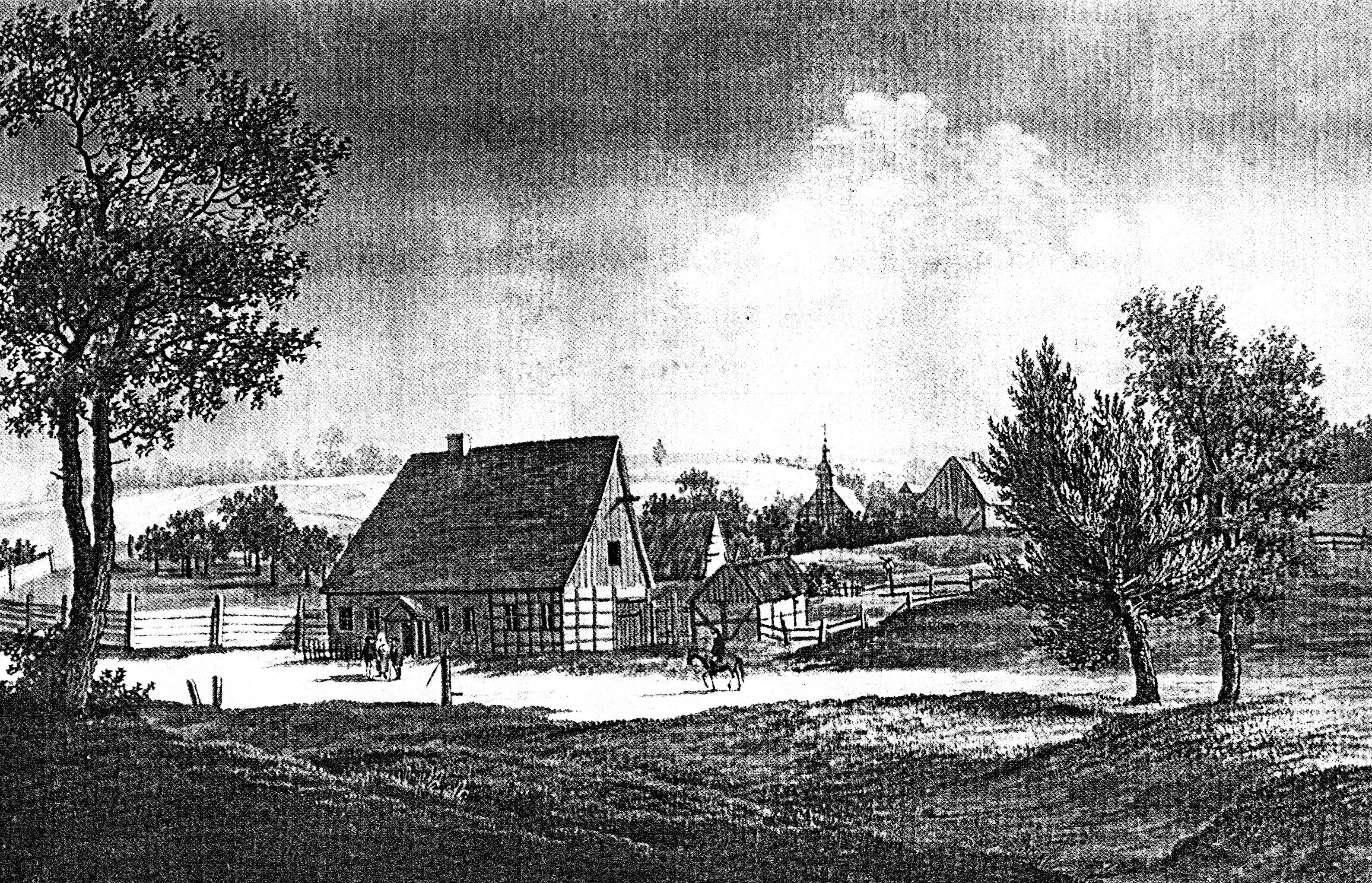
Der Sandkrug, 1740

Der Name ‚Am Sandkrug‘ geht auf die an der Chaussee zwischen Berlin und Oranienburg (Provinzialstraße) liegenden Pferdewechselstation Sandkrug in Glienicke zurück.

„Der Große Kurfürst gab dem Hauptmann von Oranienburg die Order, einen Krug in Verbindung mit einer Bauernwirtschaft errichten zu lassen. So entstand um 1670 der „Sandkrug“, der auch in Fontanes Wanderungen durch die Mark Brandenburg Erwähnung findet.“

Die Straßen von Glienicke/Nordbahn im Geländestreifen sind
- Am Sandkrug: an der Oranienburger Chaussee beginnend verläuft diese Straße mit einem Knick längs durch das Areal. Am Westende stehen an einer rechteckigen Erweiterung der Stichstraße zwei neuerbaute Siedlungshäuser. Zu Mauerzeiten war Grundstück 24, 25 noch unbebaut und es war Platz für Mauerbauten.[17] Die Zählung der Straße beginnt an der Nordseite Ecke Oranienburger Chaussee mit der Nummer 2. Die fortlaufende Hufeisennummerierung wechselt am westlichen Ende von Am Sandkrug 24 zu 25 und führt an der Südseite bis 46
- Oranienburger Chaussee: An der westlichen Straßenseite trägt das um 1937 errichtete Wohnhaus auf dem Eckgrundstück (Am Sandkrug 1) die Hausnummer 43 (wohl Oranienburger Chaussee 43). An der Südecke stand auf dem Eckgrundstücke bereits vor 1935 das Wohnhaus 41 und nach Google-Earth stand dieses Wohnhaus noch im Jahr 2015, jedoch nicht mehr im Juni 2016. Diese Nummerierung kollidiert allerdings mit der auf den Karten verzeichneten Zählung (Oranienburger Chaussee) 9, das zu Glienicke/Nordbahn gehört. Die (brandenburgischen) Grundstücke der Ostseite in Glienicke/Nordbahn sind beginnend ab Orts- und Landesgrenze von Berlin-Hermsdorf mit 1 in fortlaufender Zählung bis 36 an der Landesgrenze nach Berlin-Frohnau nummeriert.[18]
- Falkenweg: Die Stichstraße von 100 Metern, beginnt am versetzten Knick Am Sandkrug nach Süden, und biegt nach 30 Meter Richtung Osten (als Straße nicht durchführend) zur Oranienburger Chaussee ab – zu der 40 Meter Fußweg führen.
- Hasensprung: Nord-Süd-Verbindung im Glienicker Zipfel über Am Sandkrug hinweg. Durch den Bau der Mauer war diese Verbindung bedeutungslos. Seit dem Fall der Mauer ist wieder ein Kreuzen zwischen Hermsdorf und Frohnau durch den Entenschnabel möglich. Die anfängliche (Plan-)Bezeichnung war Hasensprung. Diese Angabe stand für den gesamten Straßenzug zwischen Fürstendamm im höhergelegenen Frohnau zum tieferliegenden Glienicke/Nordbahn nach Hermsdorf. In Frohnau heißt dieser nördlich von Am Rosenanger Langohrzeile (seit 9. Januar 1961) und nach Süden liegt Straße 114a mit 40 Metern zur Landesgrenze. Innerhalb Glienicke/Nordbahn führt eine Treppe (nach Karte als „Hasensprung“ bezeichnet, aber ohne Straßenschild) zu Am Sandkrug hinunter. Der einstige Mauerlauf ist als zwölf Meter langer flacher Abschnitt erkennbar.
- Silvesterweg: 60 Meter von Am Sandkrug heißt der brandenburgische (Quer-)Abschnitt Silvesterweg. Unter gleichem Namen setzt sich die Straße nach Hermsdorf über die Burgfrauenstraße als Silvesterweg durch Hermsdorf fort. Der Übergang ist ein Fußweg, wobei die Landesgrenze entsprechend der bis 1989 dauernden Sperrung mit zwei Mauerteilen markiert ist.
- Grundstück 9: Dieses Grundstück liegt wie der „Entenschnabel“ westlich der Chaussee und gehört zur Gemeinde Glienicke. Bereits auf dem Silva-Plan von 1920[19] ist dieses Flurstück außerhalb von Berlin eingetragen. Auf den Karten von Histomapberlin.de ist (seit 1936) ein Wohngebäude als Nummer 9 aufgenommen.[20] Allerdings sind die Berliner Karten nach 1961 möglicherweise nicht authentisch. Stand das vormalige Wohngebäude im südlichen Bereich (wohl) noch zu Mauerzeiten, wäre eine Nutzung durch die Grenztruppen anzunehmen.[21] befindet sich ein durch eine Reihe von Betonpfählen eingegrenztes 2070 m² großes Grundstück 50 vom Fürstendamm (52° 37′ 51,8″ N, 13° 18′ 36,4″ O) für 65 Meter entlang der Chaussee liegt. Es ist noch immer durch Betonpfähle markiert – wie sie auch für die Gitterzäune der Grenzanlagen verwendet wurden. Die Fläche liegt im ebenen Bereich vor dem Dünenanstieg. Wobei der Grenzpunkt die Chaussee berührt. Das Grundstück ist unbebaut und von jungen Bäumen bewachsen, jedoch ist auf den Karten unter histomapberlin ein Gebäude (52° 37′ 48,5″ N, 13° 18′ 36,7″ O) eingezeichnet.[22] Am dessen Nordrand befand sich eine direkte Abbiegung des Fürstendamms (Frohnau) zur Hauptstraße in Glienicke (zeitweise: Leninstraße). Diese Führung wurde (mit der definierten Grenzführung) seit Mitte der 1950er Jahre belanglos und spätestens 2000 wurde dieser Abzweig stillgelegt. Der Fürstendamm kreuzt an der Glienicker Spitze über die Chaussee direkt zur Schönfließer Straße. Das anliegende Grundstück ist mit Oranienburger Chaussee 9 für Glienicke/Nordbahn adressiert.[23] Ein Wohngebäude (Oranienburger Chaussee 9) ist auf der Karte von 1936 bereits aufgenommen.

Grundstück 9 mit Betonpfählen eingefasst
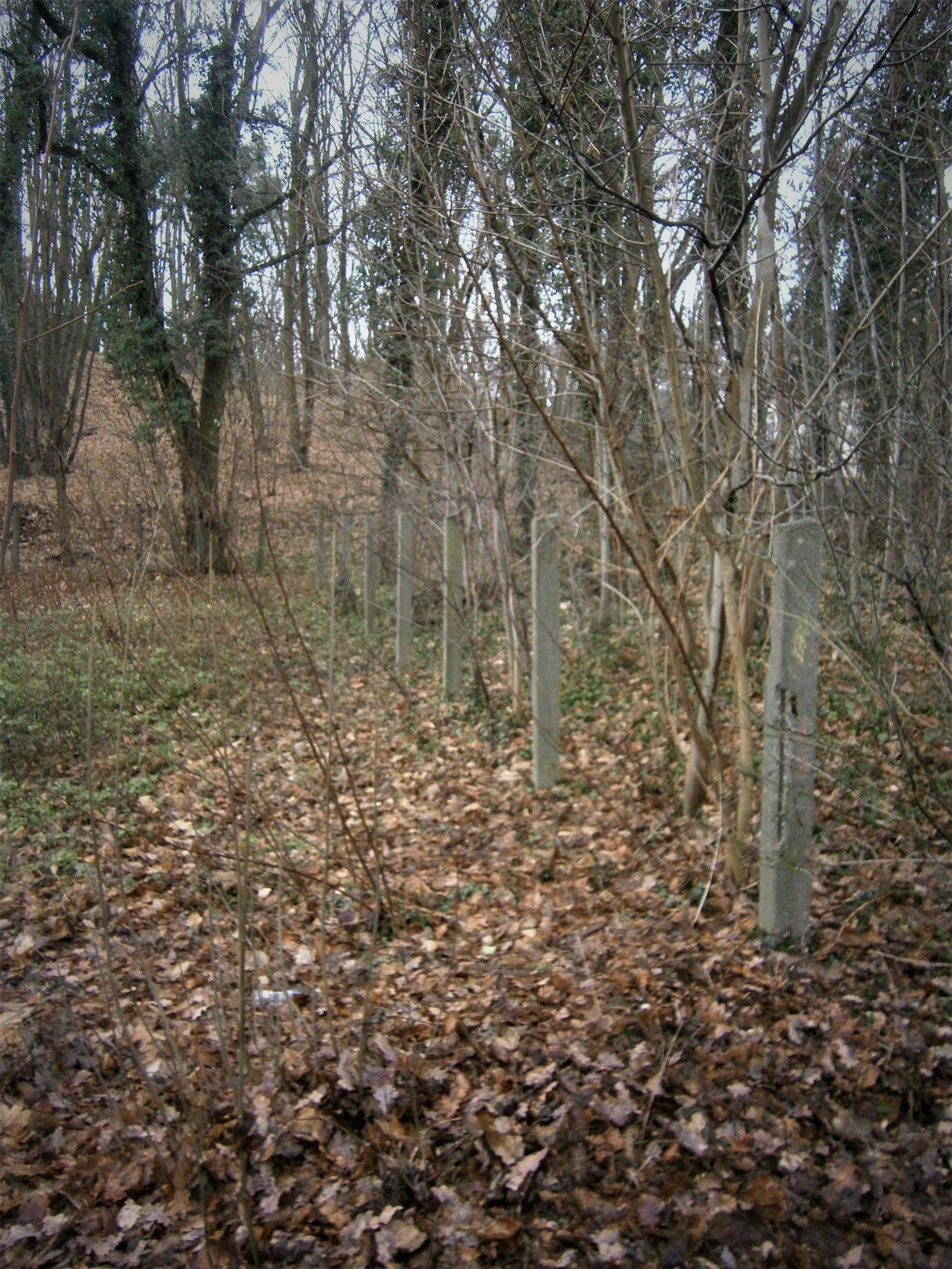
Nordreihe
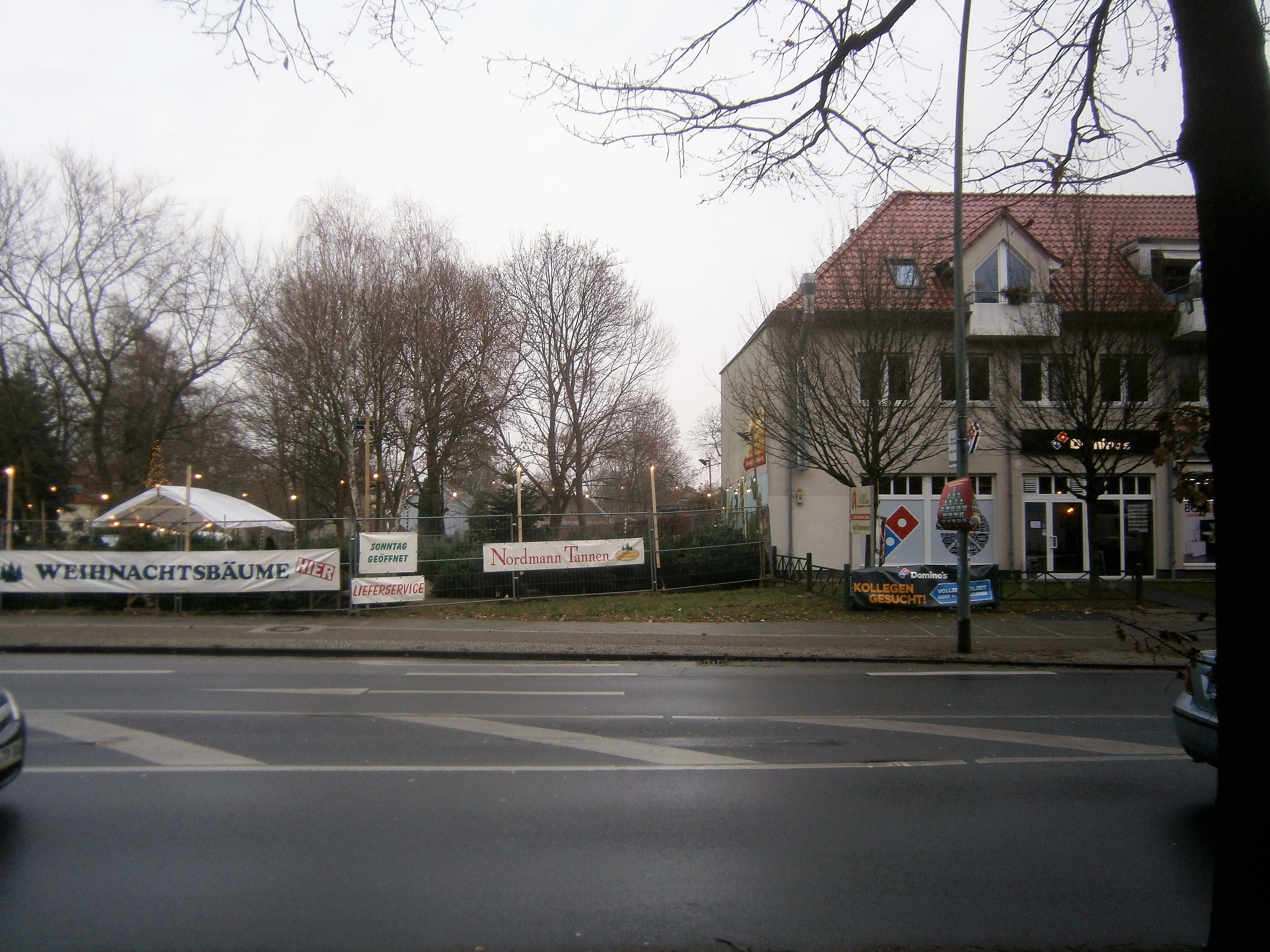
Gegenüber der Südecke
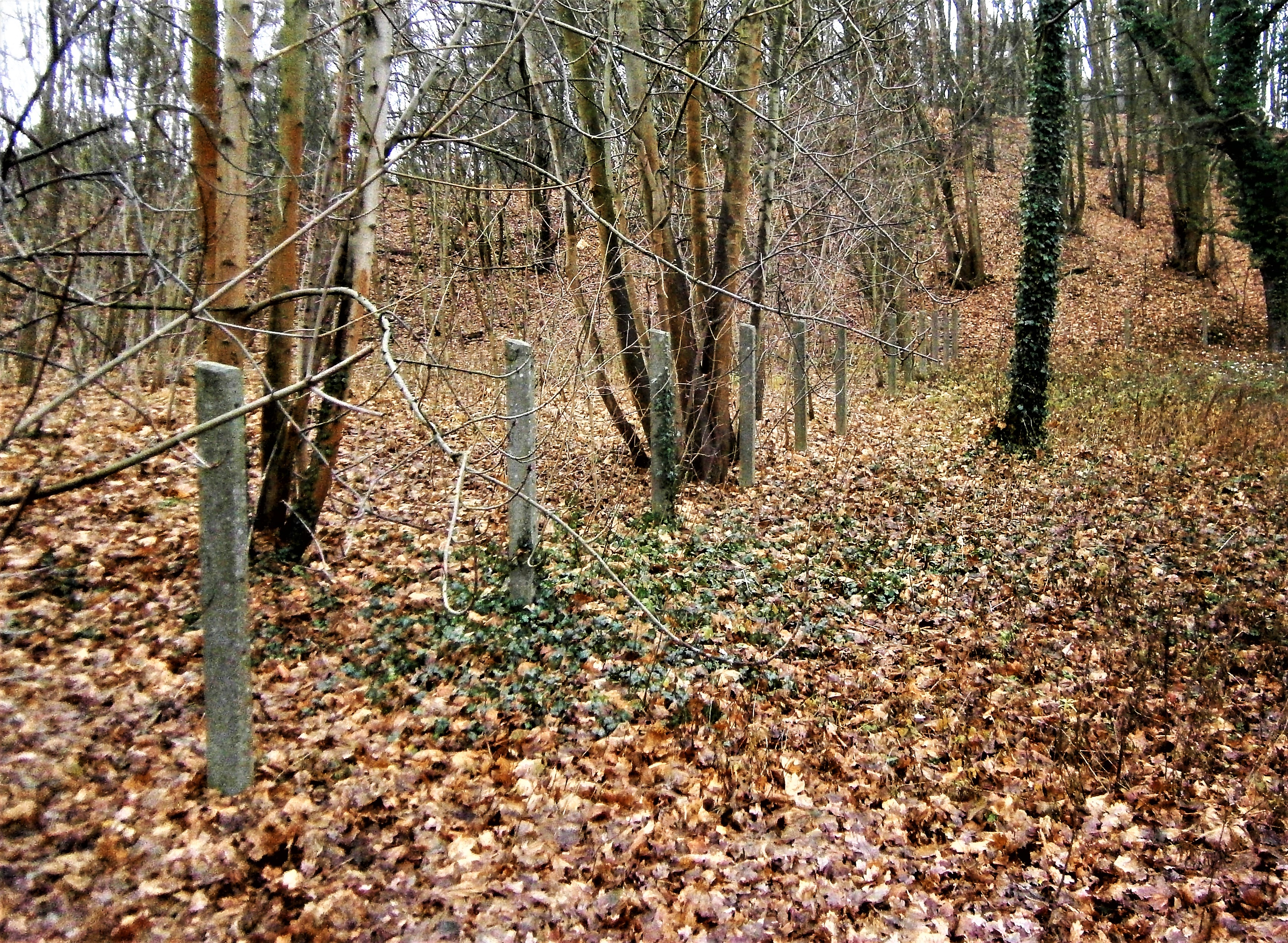
Südliche Pfahlreihe
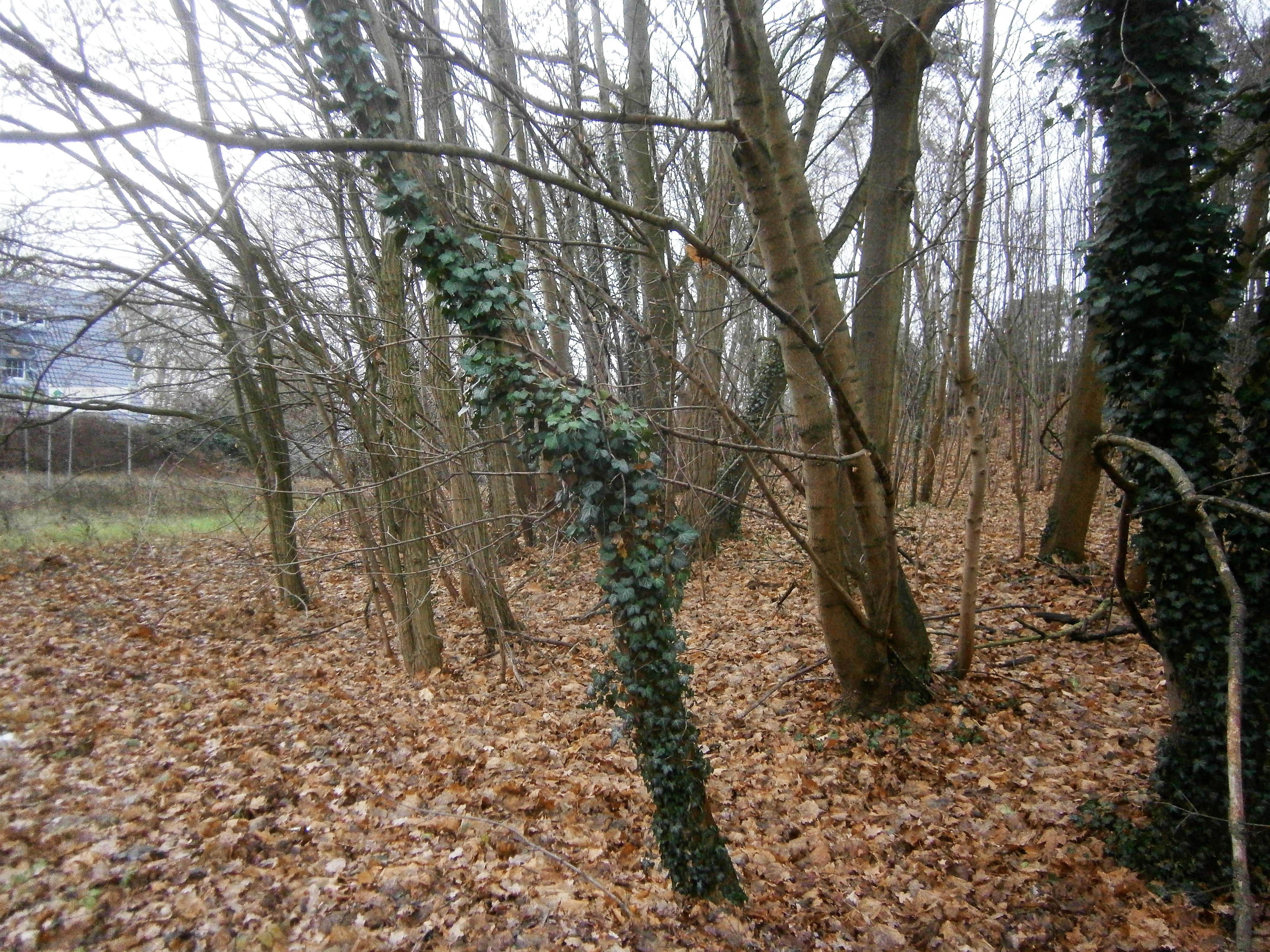
Südspitze zum Entenschnabel
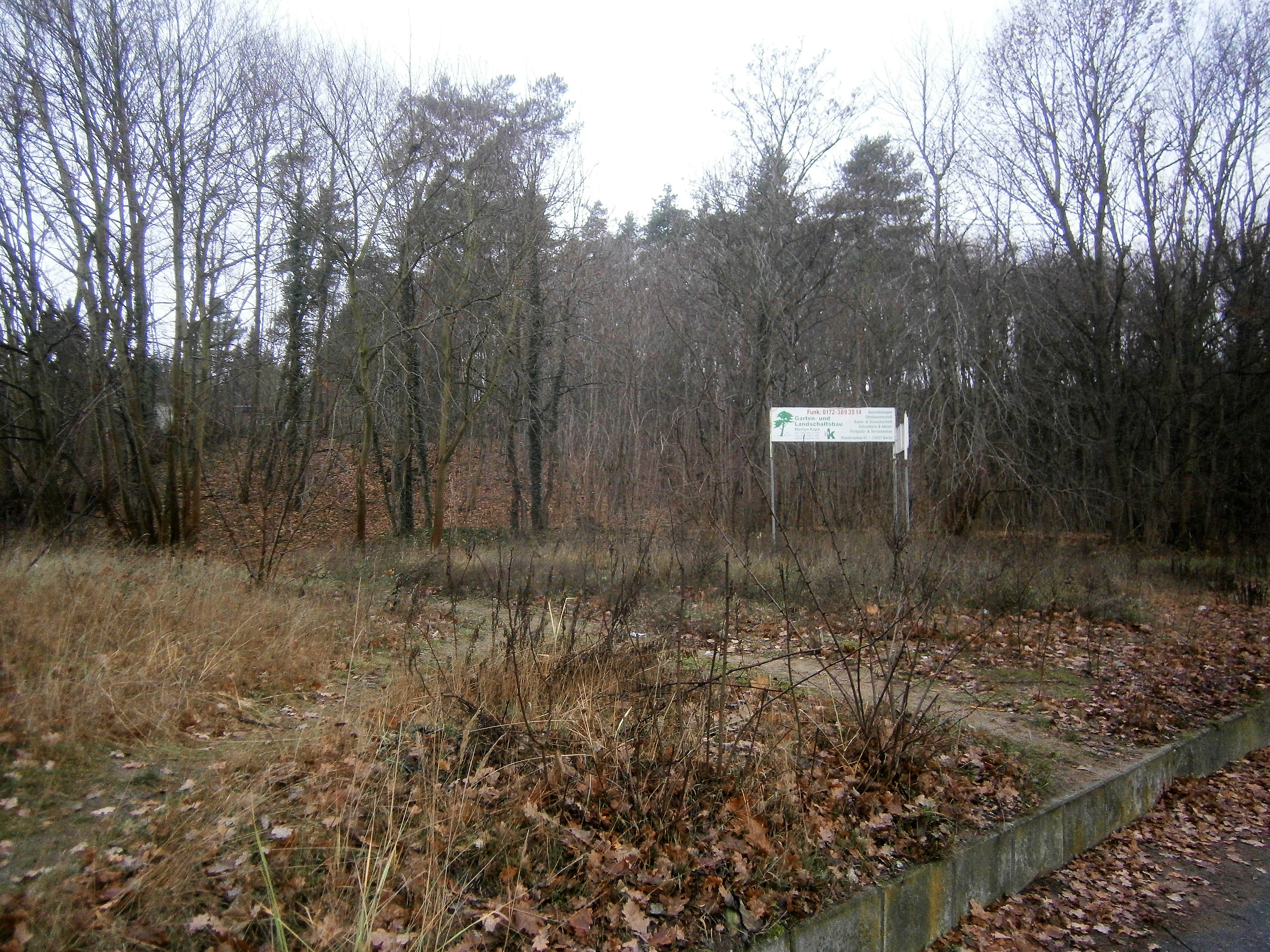
Betrachtung von Süden

## Geschichte

Situation des Gebiets zwischen Frohnau, Glienicke, Hermsdorf
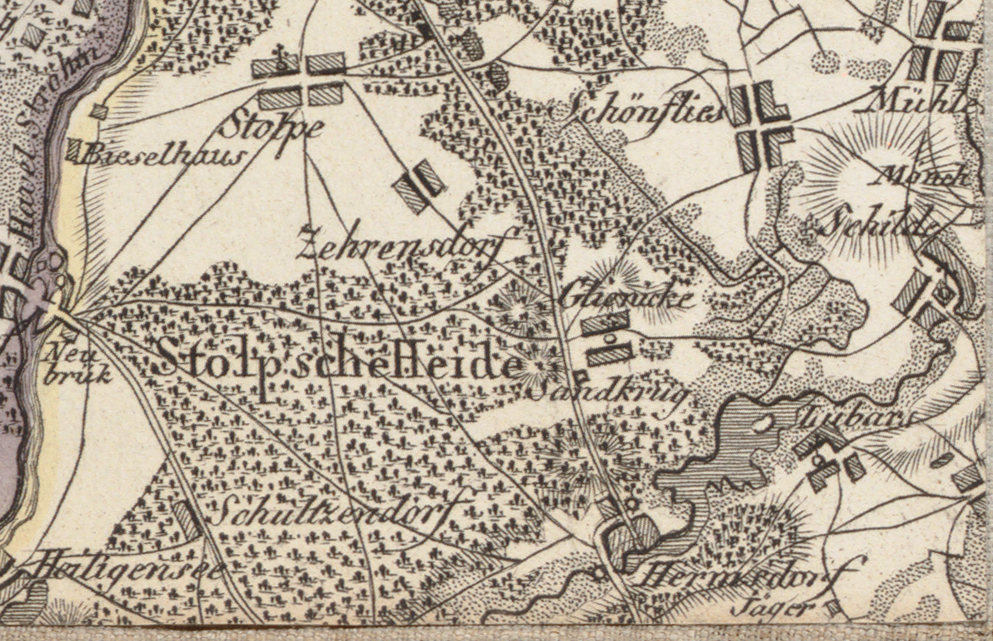
1811: waldfreies Gebiet
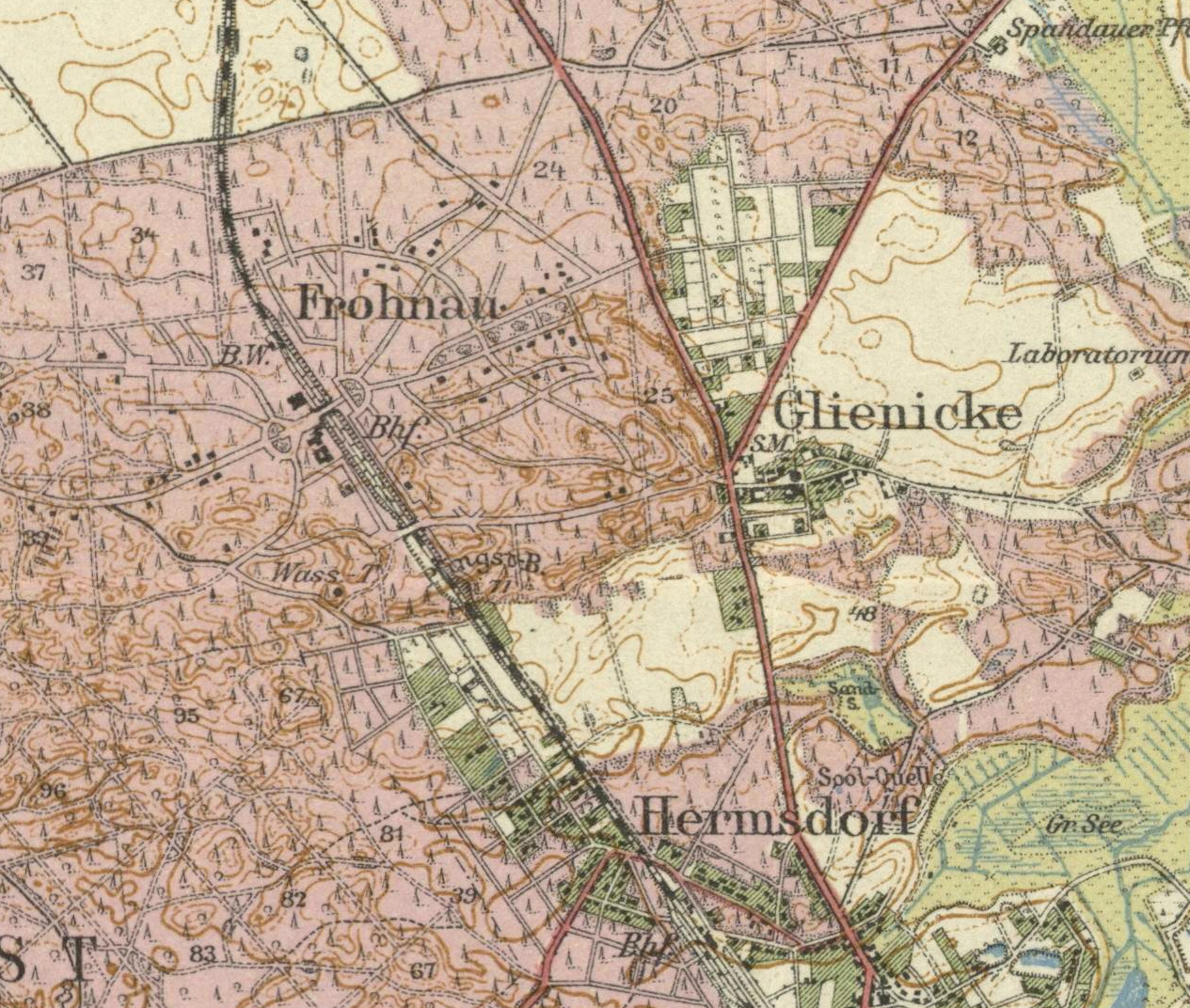
1913: Landkreis Barnim
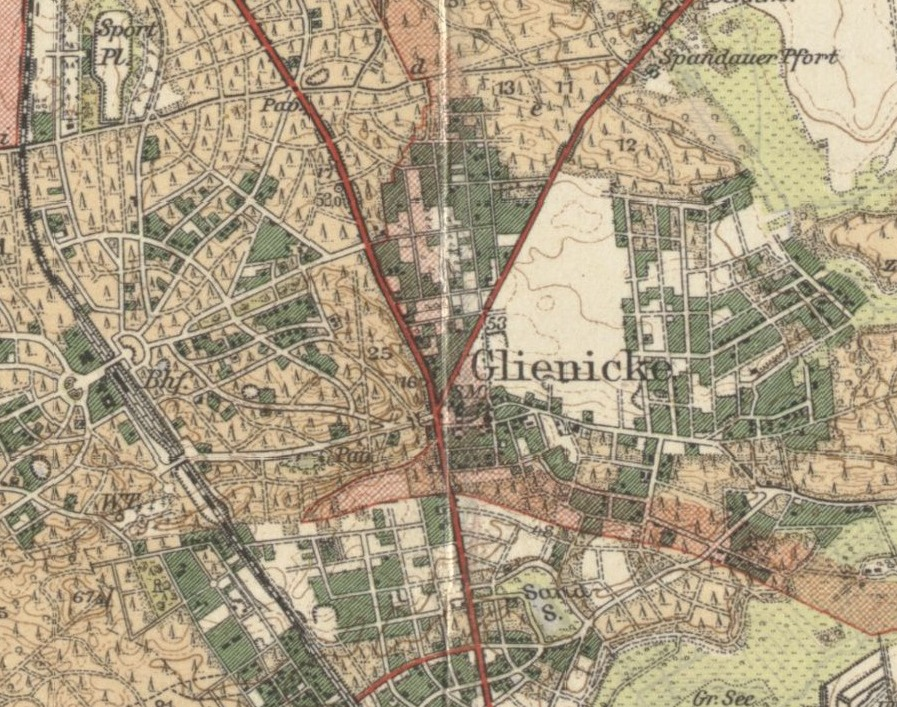
1922: Groß-Berlin / Glienicke
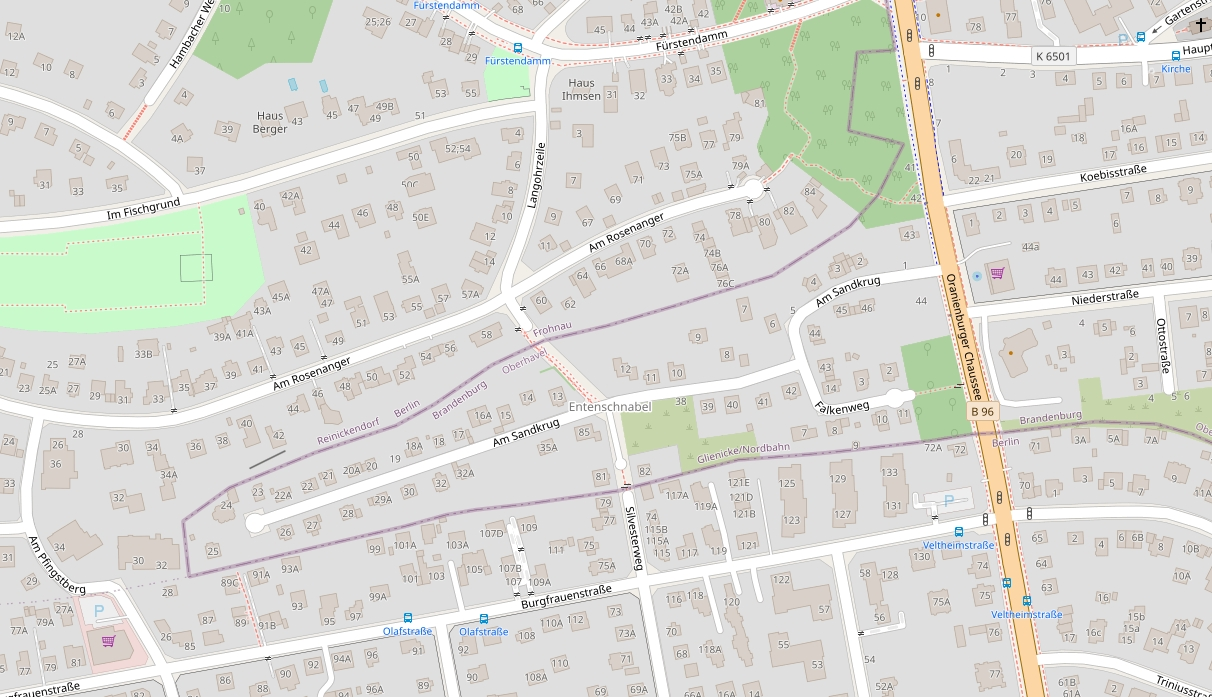
2018: Lage aus OpenStreetMap

### Aas-Kute
Ein waldfreier Geländestreifen westlich von Glienicke ist bereits 1811 und auf dem Schmettauschen Kartenwerk (Urmesstischblatt 3345, Hennigsdorf) aufgenommen. Auf einer historischen Karte ist nördlich der Gemarkung Hermsdorf und westlich der Chaussee das Flurstück „Aaskute“ forst- und siedlungsfrei verzeichnet.
Kiessling’s grosse Special-Karte von 1911 zeigt einen waldfreien Geländestreifen von etwa 500 m × 100 m, der im Süden unmittelbar an Hermsdorf grenzt. Dieses Gelände ist nach drei Seiten mit Wald eingefasst. Von Norden ist durch das Flurstück eine Straße bis zur Hermsdorfer Gemarkung eingezeichnet. Sie setzt den Straßenzug Hasensprung fort der von Fürstendamm/Fischtalweg kommt und Am Rosenanger kreuzt. Entlang der Chaussee liegt ein etwa 30 Meter breiter bewaldeter Streifen mit Bebauungen, die zur Gemarkung Glienicke gehören.
Die Berliner Terrain-Centrale kaufte – befördert durch die Berliner Nordbahn – von der Familie von Veltheim in Schönfließ eine Waldfläche nördlich von Hermsdorf, damals eine Gemeinde im Landkreis Barnim. Am 10. Dezember 1907 verkaufte Werner von Veltheim etwa 750 Hektar Fläche im Bereich der Stolper Heide. Das Heidegelände grenzte am Dünenhang entlang, woraus sich der Verbleib des Geländesporns zwischen Heide und Hermsdorf bei der Gemeinde Glienicke erklärt. Am 7. Mai 1910 wurde die Einweihung der Gartenstadt Frohnau, die von dem oberschlesischen Fürsten Guido Henckel von Donnersmarck initiiert war, gefeiert. Die geplanten Grundstücke gehörten zur Gemarkung Stolpe. Parallel erfolgten Planungen in Glienicke und die folgende Bebauung und Besiedlung von Glienicke-West. Auf dem Silva-Plan von 1920 ist der Glienicker Zipfel ein Waldstück zwischen Frohnau Am Rosenanger und der Hermsdorfer Planstraße 64 (= Burgfrauenstraße), wobei eine „unbefestigte Straße“ Frohnau und Hermsdorf durch ein Waldstück verbindet. Bereits auf dem Silva-Plan von 1920 ist das schmale Flurstück außerhalb von Berlin eingetragen.

### Sandkrug
In den 1930er Jahren erfolgte die Planung des Geländezipfels Sandkrug und erste Bebauungen. Bis in die 1950er Jahre blieb es unbedeutend, dass der Landstreifen zur Glienicker Flur gehörte.
Der historische Streckenverlauf der Bundesstraße 96 von Hermsdorf kreuzte Glienicke am Geländesporn vorbei und lag in nördlicher Richtung auf etwa 1100 Meter am Berliner Stadtrand, davon über 800 Meter lediglich genau um die Straßenbreite, bevor sie nochmals durch Berlin-Frohnau führte. Weil dieses Teilstück unmittelbar auf der Grenze verlief, war es mit der Grenze zu West-Berlin für die DDR als zivile Straße nicht mehr nutzbar. Der Durchgangsverkehr musste über die Herrmann-/Hattwichstraße umgeleitet werden, womit alle anderen Straßen zu Stichstraßen wurden. Durch Grenzsperrmaßnahmen ab 1. Juni 1952 war zudem die Durchfahrt für Berliner durch den Entenschnabel nicht mehr möglich. In West-Berlin musste der Verkehr fast 38 Jahre lang an der Berliner Straße in die Burgfrauenstraße und die Zeltinger Straße zur Oranienburger Chaussee umgeleitet werden. Die Bieselheide mit der Oranienburger Chaussee gehörte wiederum zum Ortsteil Frohnau, der sich – entsprechend der Stolper Heide – im Norden nach Osten ausdehnt. Die (historische) Chaussee wechselte danach abermals vom Berliner Bezirk Reinickendorf in den DDR-Bezirk Potsdam.

### Mauerzeit 1961–1989
Am 13. August 1961 erfolgte die Absperrung endgültig. Die umgrenzte Fläche am Entenschnabel verhinderte, dass der für Berlin typische Grenzstreifen mit den Sicherungsanlagen hier ausgeführt wurde. Diese hatten keinen Platz gefunden oder es wäre keine Nutzfläche geblieben. Diese war nur rund drei Meter breit. Am Ende der Sackgasse wurde später eine größere Freifläche geschaffen. Die Mauer ersetzte bald die Drahtverhaue und war zunächst aus zusammengeschobenen querliegenden Betonplatten erstellt. Die Grenzsicherung bestand aus der eigentlichen Mauer und dem Hinterlandzaun. Durch Bewuchs wurde sie zumindest von Berliner Seite verdeckt. Um 1980 wurde die bisherige Anlage durch neue, große Betonfertigteile obenauf mit Rollenelementen ersetzt und diese war weiß gestrichen. Der vier Meter breite hindernisfreie Todesstreifen wurde auf den Glienicker Grundstücken durch einen Metallgitterzaun begrenzt. Diese hochkant stehenden Elemente hatten den Stützfuß auf der Außenseite, um ein Drücken von der DDR-Seite aus zu erschweren. Die „schwache“ Situation durch den schmalen Sicherungsstreifen verursachte, dass „zuverlässige“ DDR-Bürger (wohl nicht nur SED-Mitglieder) übrig blieben. Alle Besucher, ob Handwerker oder Ärzte, bedurften einer Sonderbewilligung. Gelegentlich konnten die Bewohner ihre Häuser nicht verlassen, sie hatten sich nach den Sonderregeln für Grenzgebiete zu richten. Diese Lage kam auch dem Ministerium für Staatssicherheit gelegen, das hier seit Ende der 1970er Jahre unter anderem Funktechnik der Hauptabteilung III aufbaute, wozu leerstehende Wohnhäuser genutzt wurden.

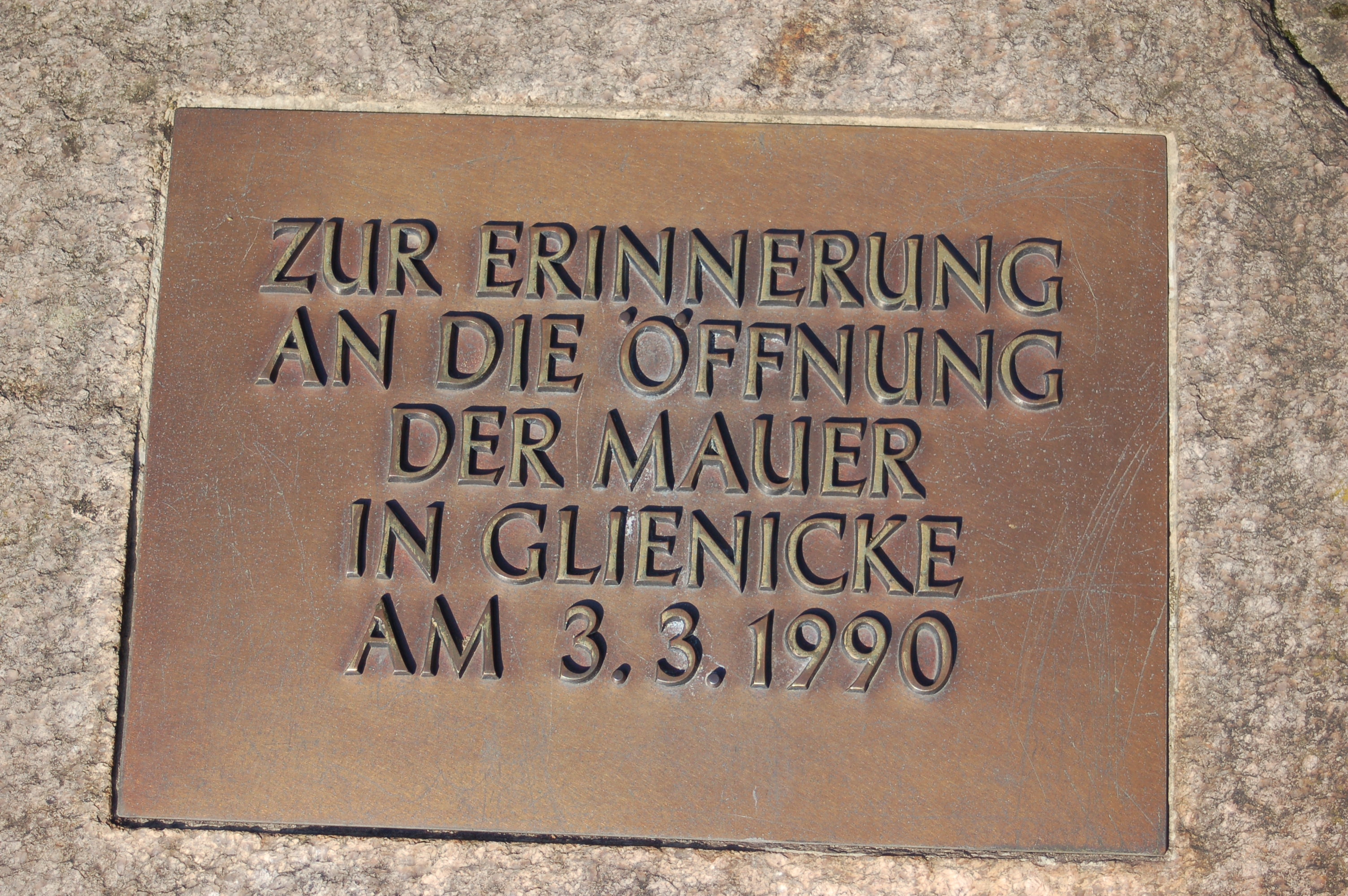
Gedenkstein zur Maueröffnung am 3. März 1990 in Glienicke/Nordbahn (Landkreis Oberhavel)

Vor dem Fall der Mauer gab es schon seit Mitte der 1960er Jahre immer wieder Initiativen des West-Berliner Senats, eine Grenzbegradigung herbeizuführen. Beim Gebietsaustausch 1987 war dies nicht möglich geworden. Unter anderem an der formalen Begründung, dass das Gebiet des Entenschnabels bewohnt sei, scheiterte eine Lösung. Die DDR-Unterhändler hatten damals dem West-Berliner Senat allerdings signalisiert, dass Mitte der 1990er Jahre weitere Korrekturen möglich sein könnten. Beispielsweise war der Austausch des Entenschnabels mit Albrechts Teerofen im Gespräch. Mit dem Mauerfall nach der politischen Wende verloren diese Überlegungen die Grundlage.
Die „Entenschnabel“-Durchfahrt für die F 96/B 96 wurde am 3. März 1990 geöffnet. Für die Oranienburger Chaussee wurde am Ortswechsel zwischen Glienicke/Nordbahn und Hermsdorf (Berliner Straße) ein Berliner Grenzübergang geschaffen. Zusammen mit dem bereits am 17. Februar 1990 von Hohen Neuendorf zur Oranienburger Chaussee (Frohnau) geschaffenen nördlichen Grenzübergang war die F 96/B 96 wieder befahrbar. Die Grenzübergänge verloren mit der Wirtschafts- und Währungsunion am 1. Juli 1990 ihre Bedeutung und wurden aufgehoben.

## Fluchttunnel in Glienicke
Die Besonderheiten der Lage nicht zu Berlin gehörender Grundstücke auf der DDR-Seite bot vorzügliche Bedingungen zum Untergraben des Grenzbereichs. Zudem erleichterte Sand als Eiszeitrelikt das Graben im Boden. Die Grenzbefestigung im Zipfel war nur wenige Meter breit, denn diese Anlage konnte nur auf der DDR-(Innen-)Seite angelegt werden. Von Glienicke aus gruben sich 1962/1963 DDR-Bürger einen Weg nach West-Berlin. Die drei Fluchttunnel wurden allerdings nicht aus dem Geländestreifen des Entenschnabels heraus vorangetrieben. Unter Lebensgefahr und vor den Augen der Grenzsoldaten gelang über 50 Personen die Flucht in den Westen.
Der Beckertunnel  entstand unter der Oranienburger Chaussee. Das Grundstück der Beckers lag in der Oranienburger Chaussee 13; der Familie stand eine Zwangsumsiedlung zum 1. Februar 1962 bevor. So entstand der Entschluss, unter der Straße hindurch die gegenüberliegende Frohnauer Seite zu erreichen. Nachdem drei Tage benötigt worden waren, die Kellermauer zu beseitigen, folgte das Schachten durch den Sand. Das Verbringen der Sandmengen durfte von außen nicht sichtbar werden. Der Beckertunnel wurde 30 Meter lang, er war 1,20 Meter breit und 60 Zentimeter hoch. Nach der letzten Grabung erfolgte die Flucht am 24. Januar 1962. Zusätzlich zu den Familienmitgliedern waren unerwartet 14 Personen anwesend, insgesamt flüchteten 28 Menschen, die gegenüber von Polizisten empfangen wurden. Die Umsiedlung der Beckers wäre in den folgenden Tagen erfolgt. Der Tunnel wurde verraten, und drei Stunden nachdem der Letzte geflohen war, entdeckte ihn die Stasi. Schon wenige Tage nach der erfolgreichen Flucht unter dem Todesstreifen rissen Pioniere das Haus der Familie Becker ab. Die Geschichte zum Becker-Tunnel wurde als Film Tunnel 28 frei nachgestaltet.
Als zweiter folgte der Thomastunnel. Die Familie Thomas hatte mit Max Thomas das Grundstück Oranienburger Chaussee 22. Durch den Mauerbau vom 13. August 1961 wurde die Familie getrennt. Sie erfuhren vom Tunnel der Beckers und wollten bei dieser Flucht dabei sein. Bei Probebohrungen aus dem Wohnzimmer wurde zuviel Beton gefunden. Die Familie Thomas begann am 19. April 1962 die Grabung aus dem Hühnerstall heraus. „Der Tunnel wurde mit Holz verstrebt und abgestützt. Das Holz für die Stempel im Tunnel wurde im Haus zurechtgesägt.“ Der Sand wurde ungesehen zum Pferdestall gebracht und gelagert. Gegraben wurde Tag und Nacht, und der Tunnel mit einer Höhe von 1,75 Metern Höhe erreichte eine Länge von 32 Metern. Die Flucht begann mit dem Durchbruch am Abend des 5. Mai 1962, der Tunnelausgang lag noch auf dem Gebiet der DDR, der Ausstieg an der Böschung war klein. Den zwölf Flüchtenden wurde von den Franzosen und der Polizei weitergeholfen. Der Tunnel wurde erst nach zwei Tagen gemeldet. Publizistisch wurde wegen der älteren Personen, insbesondere war Max Thomas bereits 81 Jahre, vom Rentner-Tunnel geschrieben.
Die dritte Grabung war der Aagaard-Tunnel. Die Familie Aagard wohnte in der Glienicker Ottostraße 7. Direkt am Gartenzaun war die Veltheimstraße in Hermsdorf, deren Grundstücke tiefer lagen. Die Aagaards hatten Angst, wie bereits Nachbarn aus dem Grenzbereich umgesiedelt zu werden. Mit dem beginnenden festen Bau der Mauer entstand der Plan im Sommer 1962; die Grabung begann am 5. Oktober 1962 direkt unter der Terrassentür vom Wohnzimmer aus. Es wurde am Tag gegraben. Nachts wurden insgesamt 25 m³ Sand – da es keinen Keller gab – in Zwischenräumen des Wohnhauses versteckt. Der Durchbruch zur Veltheimstraße erfolgte am 8. März 1963. Hauptsächlich mit den Händen waren in fünf Monaten 50 Meter Tunnel gegraben. Die Flucht erfolgte vom 9. auf 10. März 1963 durch 13 Personen. Sie blieben zunächst im Tunnel hintereinander bis Martin Willner Polizisten geholt hatte, um den Schusswaffeneinsatz der Grenzpolizisten zu verhindern. So wurde die Flucht um vier Uhr morgens unverletzt beendet. Den DDR-Behörden wurde der Tunnel bekannt, da der Friseursalon am folgenden Tag nicht öffnete.
Das Wohnhaus Ottostraße 7 blieb erhalten, und der einstige Bewohner fand in den 2010er Jahren noch Reste seiner Sandeinlagerung in den Zwischendecken. Bei archäologischen Grabungen wurden 2011 Reste des Aagard-Tunnels aufgefunden. Die beiden Wohnhäuser an der Oranienburger Chaussee wurden abgerissen und von den Grenzanlagen überbaut. Das Grundstück 13 lag 100 Meter, Nummer 22 etwa 300 Meter nördlich der Kreuzung Fürstendamm/Schönfließer Straße. Die Gebäude wurden zu Beginn der 1960er Jahre für den Mauerbau entfernt. Nach dem Fall und dem Abriss der Mauer errichtete die Gemeinde Glienicke/Nordbahn die „Glienicker Spitze“ ein Wohn- und Gewerbegebiet mit Einkaufszentrum zwischen Oranienburger Chaussee und Schönfließer Straße. Auf der westlichen Chausseeseite befindet sich ein Fußweg, der vom Fürstendamm über den Ausläufer der Düne zu den Frohnauer Häusern (Oranienburger Chaussee 13, 14 und folgende) führt. Spuren dieser Tunnel sind nach 60 Jahren und dem Grenzregime nicht mehr zu finden.

## Aktuelle Situation
Sichtbare Zeugnisse des Verlaufs der Mauer finden sich kaum noch. Die ehemalige Grenzbefestigung zu West-Berlin wurde beseitigt, die letzten Mauerteile am Entenschnabel fielen im Februar 1991. Privatisierte Flächen wurden zur Bebauung freigegeben. Bei Grabungen in den 2010er Jahren fanden sich Fundamente von Wachtürmen, Teile der Stacheldrahtverhaue, Signalanlagen, Munition und Reste der Tunnelbauten. In den 1990er Jahren erfolgte ein Neubau der Straße. Es erinnert am Ort des Becker-Tunnels nichts mehr an die Grenze; ebenso wenig etwas weiter nördlich, wo der schon 81 Jahre alte Max Thomas im Mai 1962 mit Angehörigen durch den „Rentnertunnel“ floh. Der historische Streckenverlauf der Bundesstraße 96 war schon 1990 wieder durchgängig befahrbar. Nur die Ortsschilder bezeugen mittlerweile den Wechsel in das Bundesland Brandenburg, bevor nach rund einem Kilometer Berliner Gebiet nochmals durchfahren wird. An der Bundesstraße 96, neben der Zufahrt zur Straße Am Sandkrug, befinden sich eine Erinnerungsstele und Gedenktafeln des Berliner Mauerweges. Die Glienicker Straße Am Sandkrug ist nach wie vor eine Sackgasse. Der Entenschnabel zwischen den Bundesländern Brandenburg und Berlin gehört zum Landkreis Oberhavel und das hier gültige polizeiliche Kennzeichen ist OHV. Über die Treppe ist von Frohnau – und an zwei Mauerteilen über den Silvesterweg – Hermsdorf zu erreichen. Seit 2016 besteht die Querverbindung wieder. An der Oranienburger Chaussee entstanden neue Bauten und mit der Errichtung eines Geschäftszentrums „Glienicker Spitze“ ging für die Anwohner die Erinnerung an Mauer und Todesstreifen verloren. Im betrachteten Bereich zwischen Frohnau und Glienicke scheiterten drei Fluchten mit Todesopfern.
An der Oranienburger Chaussee führt der Berliner Mauerweg entlang. Er liegt von Norden her an deren Westseite und dabei auf dem Fußweg der einst vor der Mauer entlang führte. Eine Nebenroute des Mauerwegs führt bei der Straße Am Sandkrug in die „Enklave Entenschnabel (1961–1989)“. Südlich des Entenschnabels führt der Mauerweg auf dem Zollweg in Berlin nach Osten entlang der Veltheimstraße. Zudem führt der vom Bezirk Reinickendorf ausgeschriebene – auf den Frohnauer Binnendünen entlangführende – rot-markierte Wanderweg am Entenschnabel vorbei. Vom Frohnauer Fürstendamm zwischen Berlin und Brandenburg auf die Oranienburger Chaussee gelangend liegt die Deutsche Tonstraße für einen Kilometer parallel zum Mauerweg. Die Gedenkstelle und zwei Informationstafeln zum Aagardtunnel befinden sich in Glienicke/Nordbahn und sind über die Niederstraße erreichbar.

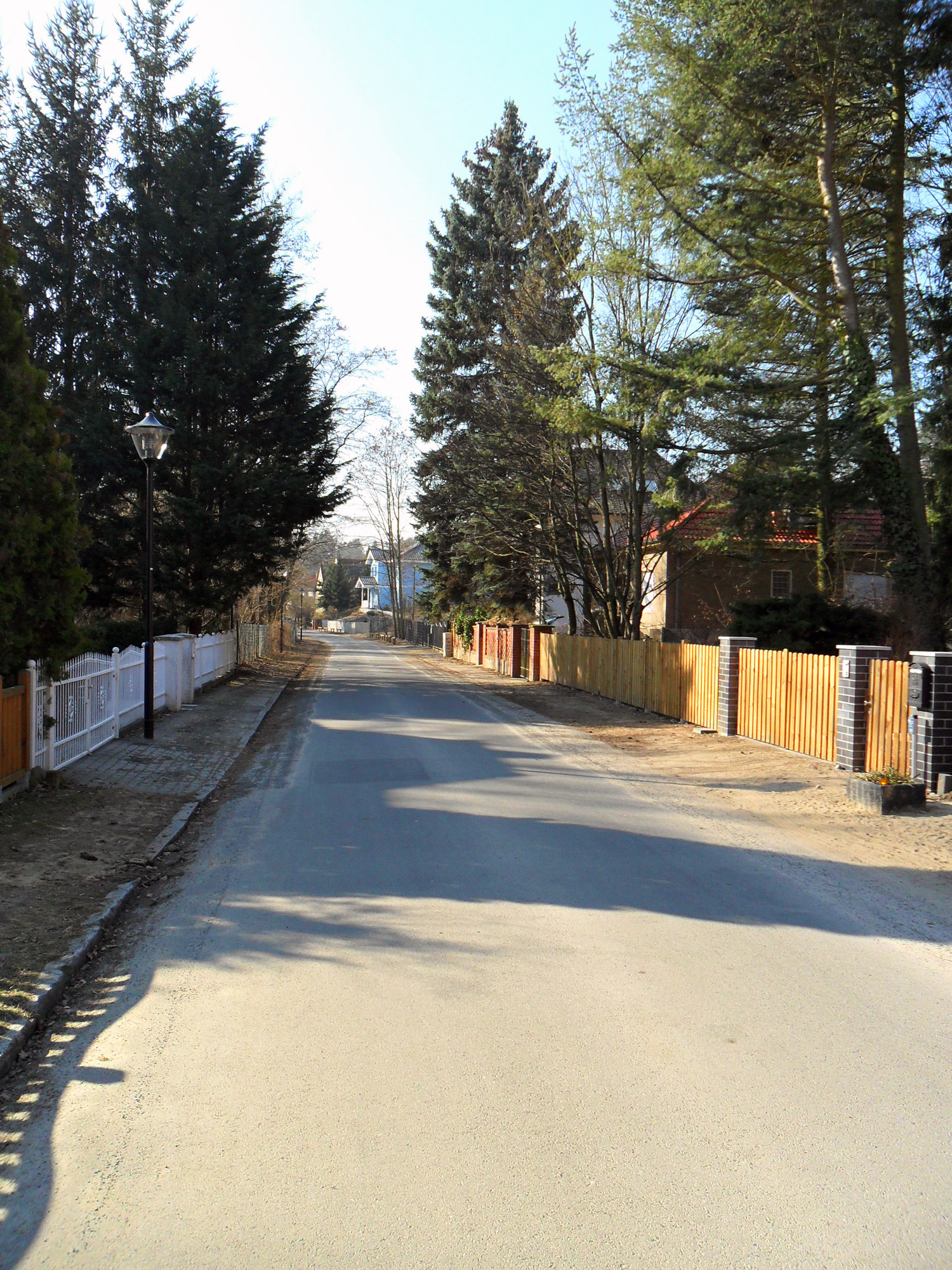
Straße Am Sandkrug
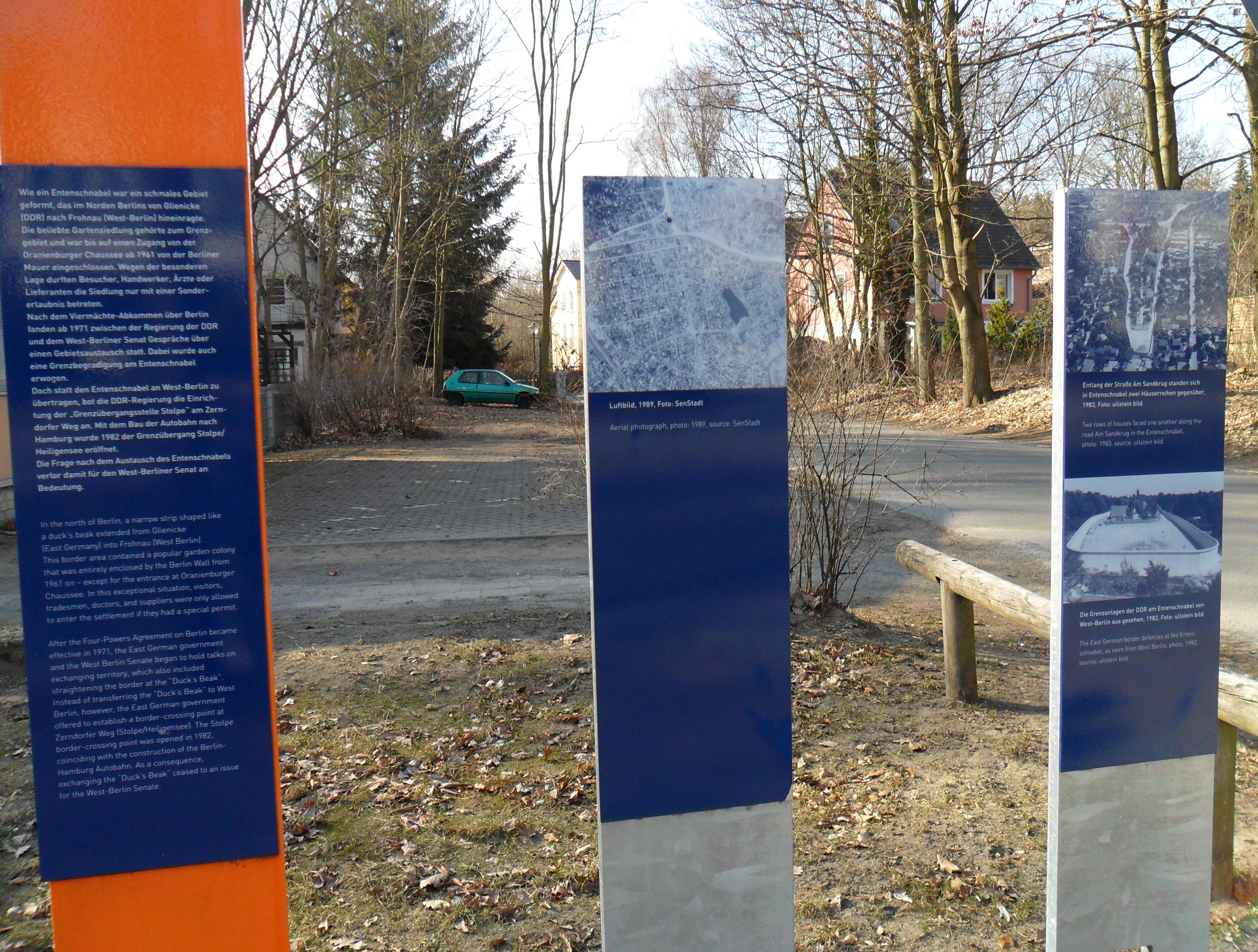
Gedenktafeln an der B 96
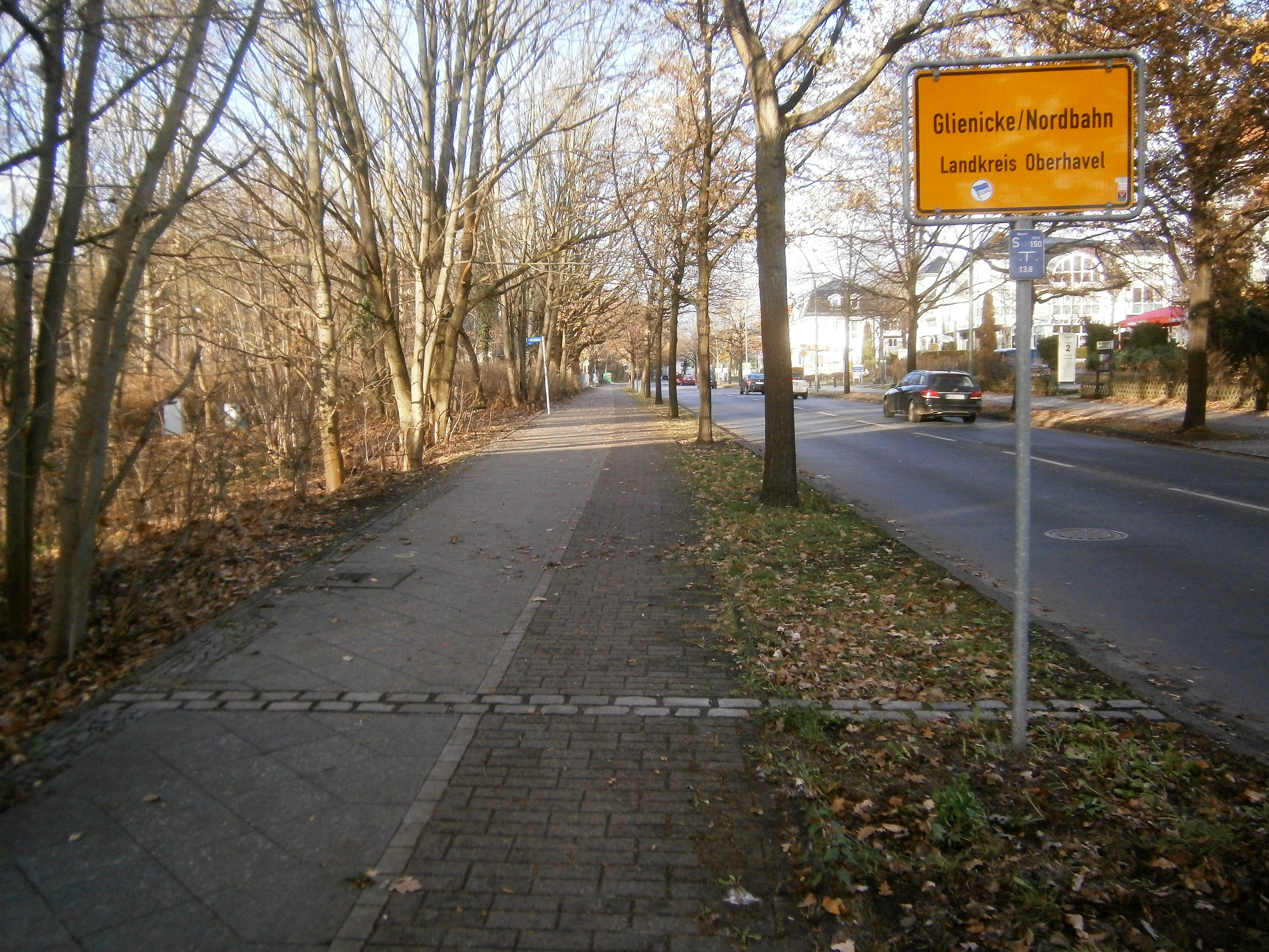
Landesgrenze von Berlin (Pflasterstreifen: ehemals Mauerverlauf)
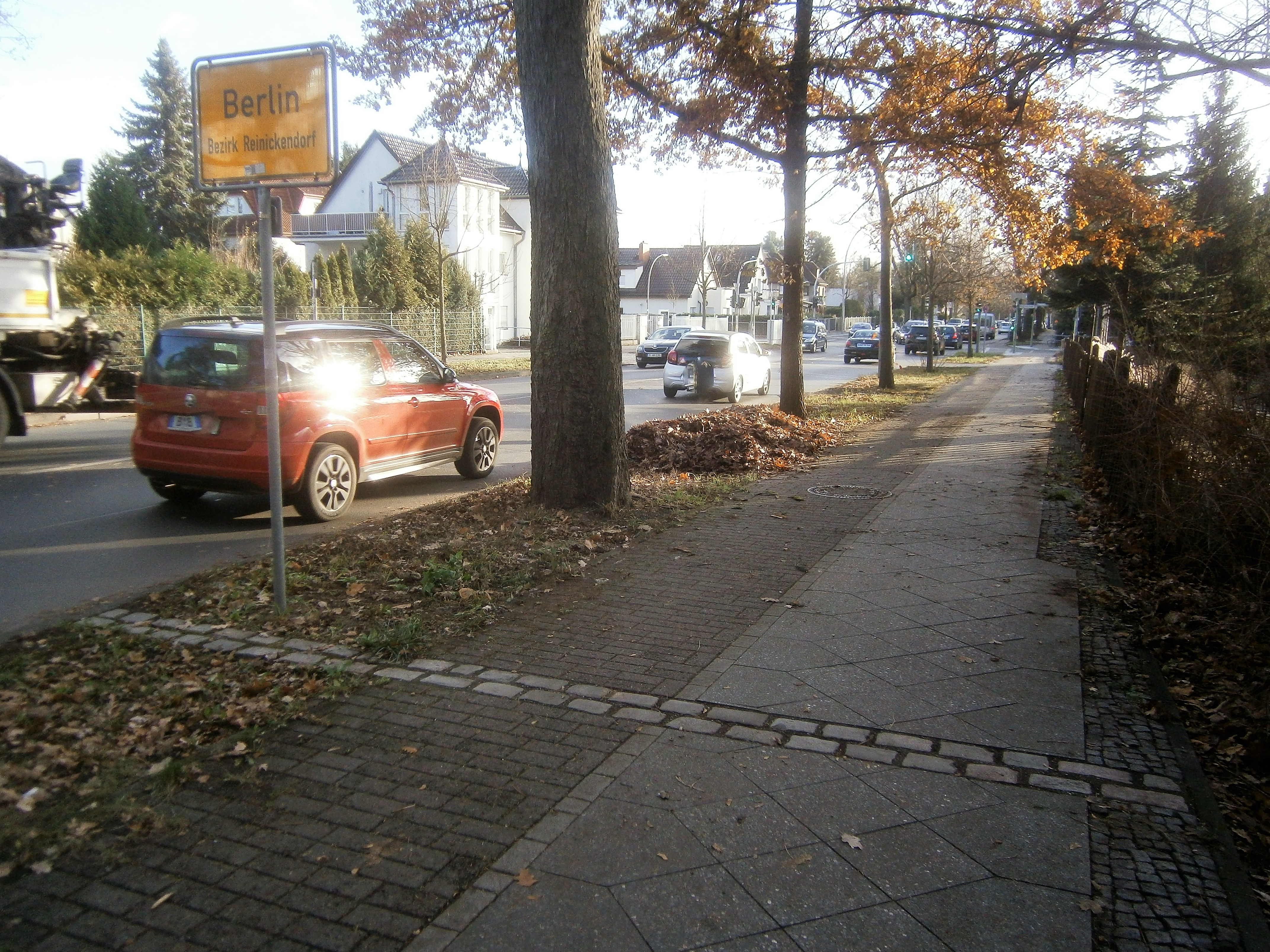
… und Blick am Streifen von Glienicke
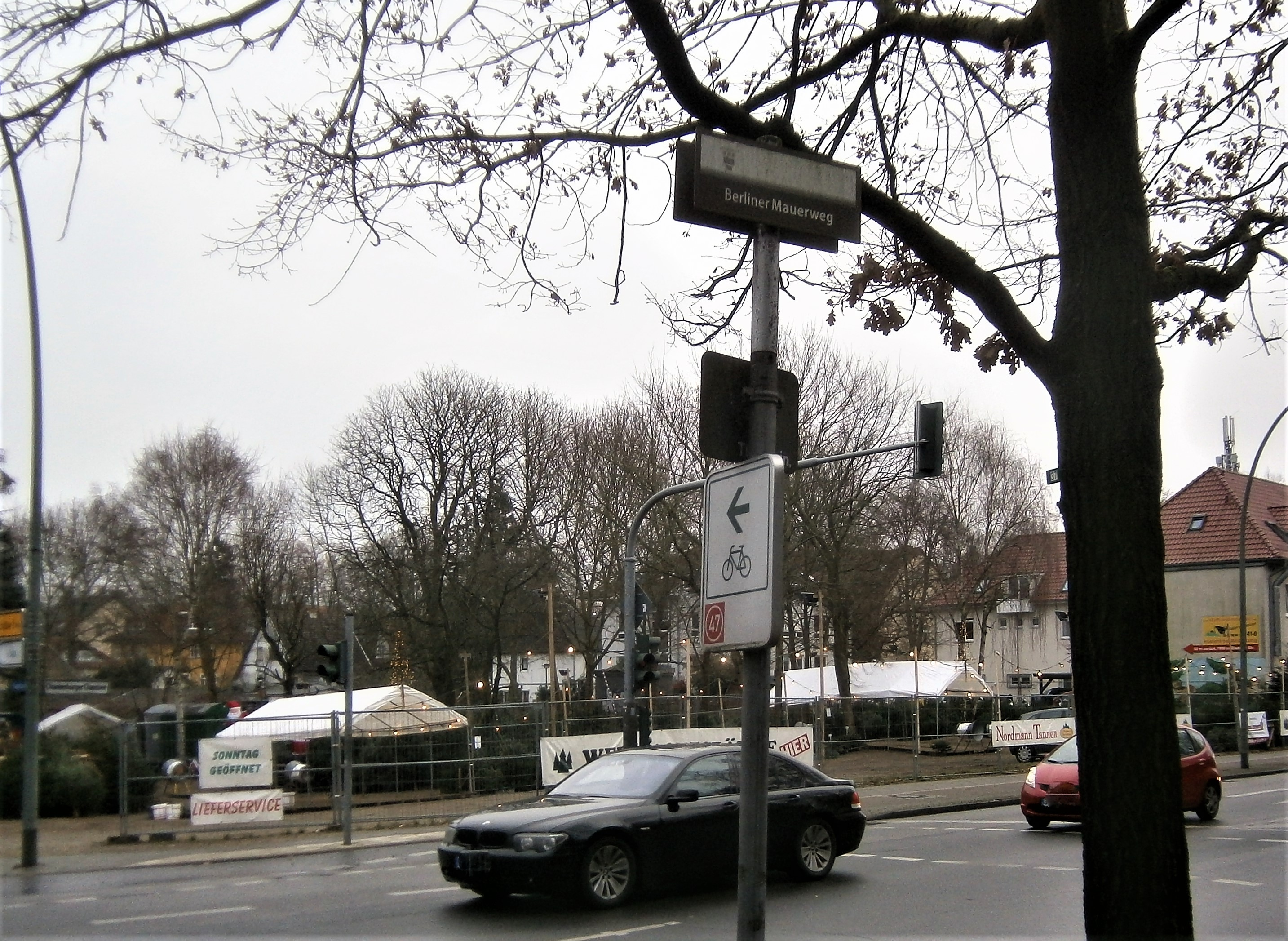
Hinweis: Berliner Mauerweg